# Pastinaca involucrata
Pastinaca involucrata är en flockblommig växtart som beskrevs av C.Koch. Pastinaca involucrata ingår i släktet palsternackor, och familjen flockblommiga växter. Inga underarter finns listade i Catalogue of Life.